# Kenta Nishimura

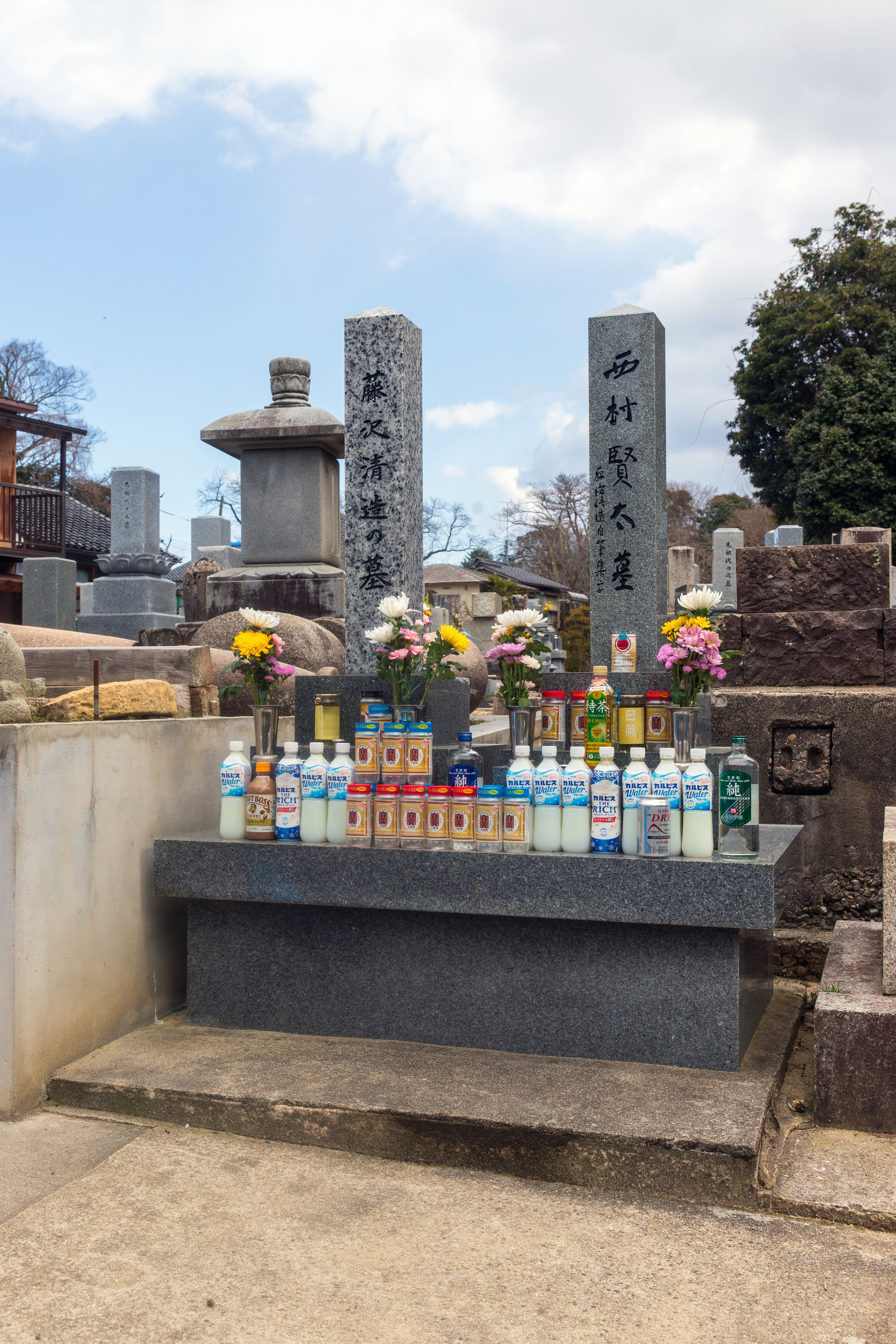
Grabsteine der japanischen Schriftsteller Seizo Fujisawa (links) und Kenta Nishimura (rechts) im Saiko-ji-Tempel in der Stadt Nanao, Präfektur Ishikawa, Japan

Kenta Nishimura (jap. 西村 賢太, Nishimura Kenta; * 12. Juli 1967; † 5. Februar 2022 in Tokio) war ein japanischer Schriftsteller.
Nishimura lernte 23-jährig die Werke des Schriftstellers Fujisawa Seizō kennen. Das Sammeln von Werken und Erinnerungsstücken Fujisawas motivierte ihn zu eigenen literarischen Werken. Für seinen Debütroman Ankyo no yado (暗渠の宿) erhielt er 2007 den Noma-Literaturpreis für neue Autoren. 2010 erhielt er für Kueki ressha (苦役列車) den Akutagawa-Preis. Auch für den Kawabata-Yasunari-Literaturpreis war er nominiert. Nishimura war, geprägt durch das Vorbild Fujisawas, ein Vertreter des Genres des Ich-Romans (Shishōsetsu, I-Novel).

## Quelle
- Books from Japan - Authors - Kenta Nishimura